# Quartier Saint-Fargeau
Das Quartier Saint-Fargeau ist das 78. der 80 Quartiers (Stadtviertel) von Paris im 20. Arrondissement.

Die Stadtviertel im 20. Arrondissement

## Lage
Der Verwaltungsbezirk im 20. Arrondissement von Paris wird von folgenden Straßen begrenzt:
- Westen: Rue Pixérécourt bis zur Rue de Ménilmontant und weiter die Rue Pelleport
- Norden: Rue de Belleville
- Osten: Rue de Bagnolet bis zum Place de la Bagnolet und weiter über die Avenue de la Porte de Bagnolet über den Boulevard périphérique zur Rue Pierre Soulié und dann entlang der Grenze zum Département Seine-Saint-Denis
- Süden: Hier bildet die Rue Pelleport mit der Rue de Bagnolet eine Spitze.

## Namensursprung
Der Name des Viertels bezieht sich auf den Parc Saint-Fargeau, der von dem Château de Lepeletier de Saint-Fargeau oder Château de Ménilmontant übrigblieb.

## Geschichte
Das Stadtviertel entstand 1859, als die Gemeinden Charonne und Belleville zu Paris kamen. Nach dem Abbau der Stadtmauern im Jahr 1919 wurden die Gebiete in der Zone non aedificandi in den Gemeinden Bagnolet und Les Lilas durch Dekrete vom 27. Juli 1930 an Paris angeschlossen. Auf dem Gebiet wurde später der Boulevard périphérique angelegt.
Bis 1960 war das Viertel ein reines Industriegebiet und wurde erst danach zu einem Wohngebiet, das entlang dem Flüsschen Le Surmelin entstand.

## Sehenswürdigkeiten
- La Campagne à Paris ein Bauensemble im Sinne der Gartenstadtbewegung
- Mehrere Parkanlagen
  - Square Séverine, Jardin Pierre Seghers, Square Emmanuel Fleuriy, Square Léon Frapié
- Zwei der fünf Pariser Wasserspeicher: Réservoir de Ménilmontant und Réservoir de Belleville